# Сиво (Вијена)
Сиво (фр. Civaux) насеље је и општина у западној Француској у региону Поату-Шарант, у департману Вијена која припада префектури Монморијон.
По подацима из 2011. године у општини је живело 1023 становника, а густина насељености је износила 38,76 становника/km². Општина се простире на површини од 26,39 km². Налази се на средњој надморској висини од 108 метара (максималној 149 m, а минималној 67 m).

## Демографија
| 1962. | 1968. | 1975. | 1982. | 1990. | 1999. | 2011. |
| ----- | ----- | ----- | ----- | ----- | ----- | ----- |
| 632   | 683   | 650   | 683   | 682   | 851   | 1.023 |

График промене броја становника у току последњих година